# Ibis czarny
Ibis czarny (Pseudibis papillosa) – gatunek ptaka z rodziny ibisów (Threskiornithidae). Występuje na Półwyspie Indyjskim, głównie w Indiach oraz na przyległym obszarze Pakistanu, Nepalu i Bangladeszu. Nie jest zagrożony wyginięciem.

## Taksonomia
Po raz pierwszy gatunek opisał Coenraad Jacob Temminck w 1824. Nowemu gatunkowi nadał nazwę Ibis papillosa. Holotyp pochodził z nieokreślonej lokalizacji w Indiach lub na Sri Lance. Autor wspomniał, że ibisy czarne były w zbiorach muzeów w Paryżu i w Holandii. Obecnie (2021) Międzynarodowy Komitet Ornitologiczny umieszcza ibisa czarnego w rodzaju Pseudibis jako jeden z trzech gatunków. Uznaje go za gatunek monotypowy, podobnie jak autorzy HBW. Ibis czarny jest blisko spokrewniony z ibisem szarogłowym (P. davisoni). Bywał łączony z nim w jeden gatunek, przykładowo w monografii Storks, Ibises and Spoonbills of the World. Ibis szarogłowy nie ma brodawek na głowie, ponadto jest ona inaczej ubarwiona, a sam ptak – większy.

## Morfologia

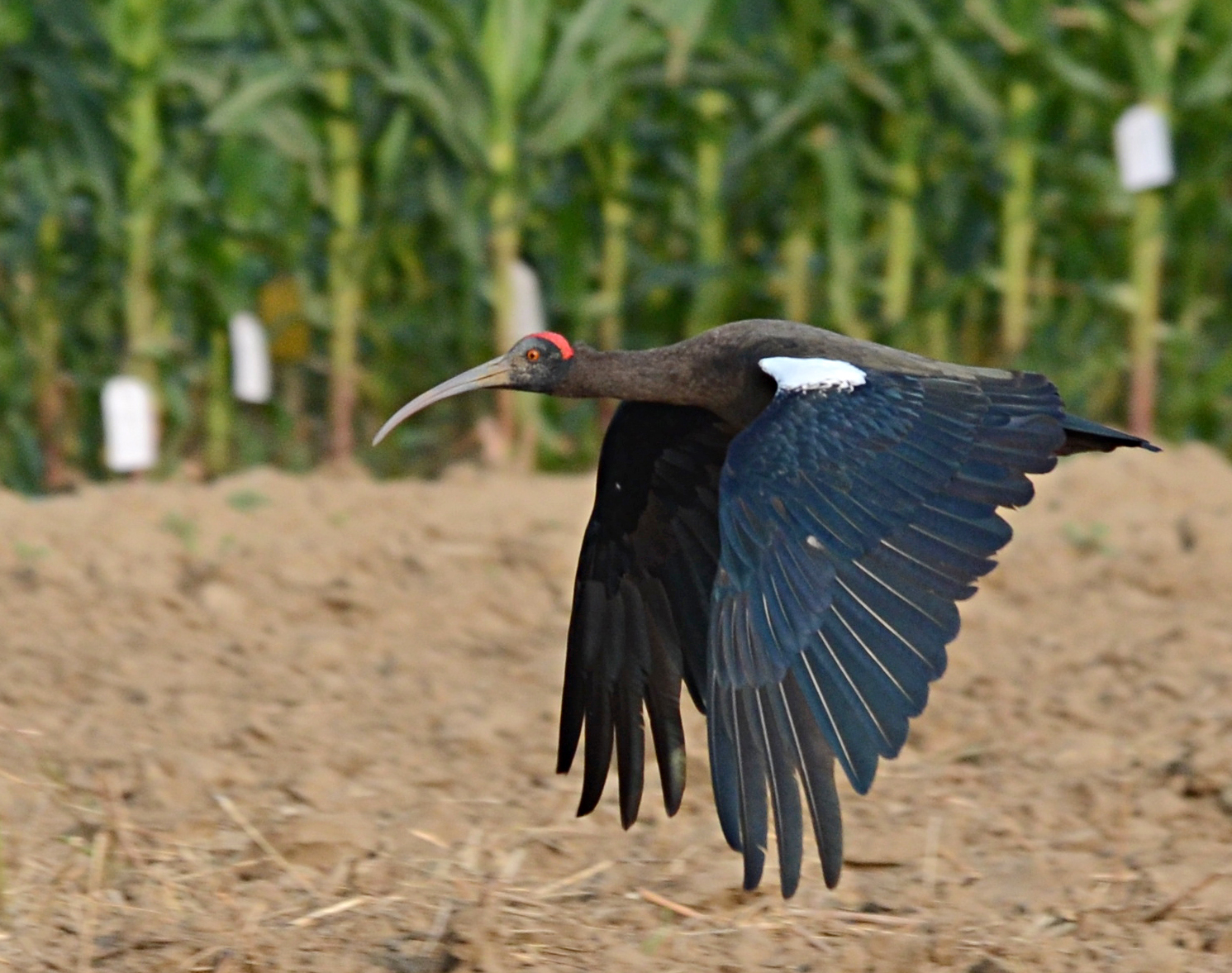
Ibis czarny w locie

Długość ciała wynosi 60–68 cm, rozpiętość skrzydeł 90–115 cm. Samce są nieco większe od samic. Podstawowym kolorem upierzenia u ibisów czarnych jest ciemny brąz. Obejmuje on tułów, szyję, głowę i skrzydła. Lotki II rzędu są ciemnoniebieskie, połyskliwe, niekiedy pokryte białymi plamkami. Wzdłuż skrzydła biegnie szeroka plama bieli; rozpoczyna się w okolicy pokryw skrzydłowych mniejszych, a kończy za stawem nadgarstkowym. Cecha ta widoczna jest w locie bardzo dobrze, lecz przy zamkniętym skrzydle dostrzec można jedynie cienką linię na krawędzi skrzydła. Ogon ma barwę stalowoczarną. Nogi stosunkowo krótkie, w locie schowane są pod ogonem. Skok opierzony do połowy. Głowę cechuje nieco kanciasty kształt, wieńczy ją trójkątny płat nagiej czerwonej skóry pokrytej brodawkami. Tęczówka od pomarańczowoczerwonej po jaskrawoczerwoną. Zagięty dziób, podobnie jak krótkie nogi, mają barwę rogową. W sezonie lęgowym tęczówka i nogi przybierają barwę jaskrawoczerwoną.

## Zasięg występowania
Zasięg występowania ibisów czarnych obejmuje część Pakistanu (południowo-wschodni Sindh), Nepal i Indie na południe po Tamilnadu i na wschód po północno-wschodni Bangladesz. Stare dane z końca lat 70. XX wieku mówią, że ibisy czarne nie występują w stanie Kerala. Współczesne dane BirdLife International zaprzeczają temu. Istnieje stare wątpliwe doniesienie z Rakhine w zachodniej Mjanmie. Może się ono odnosić do ibisa siwopiórego. W Bangladeszu w 1990 miał status gatunku rzadko zalatującego. BirdLife International szacuje zasięg występowania na 3,32 mln km². Ibisy czarne prowadzą osiadły tryb życia. Istnieją jednak przesłanki wskazujące na wędrówki związane z występowaniem monsunów, szczególnie w przypadku dyspersji polęgowej.

## Ekologia i zachowanie
Ibisy czarne zasiedlają podobną niszę ekologiczną, co afrykańskie ibisy białowąse (Bostrychia hagedash). Najchętniej żerują w pobliżu wody, lecz przebywają w różnorodnych wodnych i lądowych środowiskach, szczególnie w płytkiej wodzie, wokół skrajów bagien i innych podmokłych terenów, przy stawach i rezerwuarach, estuariach, skrajach rzek, polach ryżowych, obszarach trawiastych, brzegach rzek i terenach upraw. W Nepalu stwierdzane na wysokości 75–275 m n.p.m., sporadycznie do 915 m n.p.m. W obszarach wolnych od niepokojenia przez człowieka ibisy czarne żerują w pobliżu ludzkich siedlisk, w środowiskach miejskich przy ściekach, wylewających studniach i zalanych polach, na śmietniskach, gnojowiskach. Pojawiają się także w suchszych środowiskach. Są mniej zależne od wody niż ibisy siwopióre (Threskiornis melanocephalus).
Zachowanie ibisów czarnych jest różne, zależnie od stopnia niepokojenia ich przez ludzi w danym obszarze. W Indiach nie są płochliwe, żerują niemalże wśród mieszkańców wsi, a spłoszone nierzadko uciekają i wracają kolistym lotem w to samo miejsce. Przemieszczają się chodząc powoli w małych grupach liczących 3–10 osobników, czasami w większych stadach (do 50 sztuk). Nie przebywają z ptakami innych gatunków z wyjątkiem zbierania się nad padliną i ściekami, gdzie towarzyszą im często czaple złotawe (Bubulcus ibis), wrony orientalne (Corvus splendens) i wielkodziobe (C. macrorhynchos). Obserwowano je również w towarzystwie kani czarnych (Milvus migrans) i majn brunatnych (Acridotheres tristis).

### Pożywienie
Pożywieniem ibisów czarnych są płazy, ryby, dżdżownicowate, larwy i imago chrząszczy oraz innych owadów, skorpiony, skorupiaki, jaszczurki i małe węże. Sporadycznie zjadają nasiona, prawdopodobnie częściej niż inne ibisy, co stanowi adaptację do życia w suchszych środowiskach. Zjadają również padlinę. Według stanu wiedzy z 2017 o ekologii żerowania i składu pożywienia pozyskiwanego z żołądków ibisów czarnych wiadomo niewiele. Dostępne były głównie ogólnikowe opisy żerowania i badania prowadzone w skali lokalnej.

### Lęgi
W północnych Indiach okres lęgowy trwa od marca do października, w południowych Indiach w późniejszym okresie, lecz pora lęgów zmienna. W Nepalu odnotowano budowanie gniazda w styczniu. Ibisy czarne gniazdują pojedynczo, zwykle wysoko na drzewie, na przykład na figowcu pagodowym (Ficus religiosa) lub innym gatunku figowca. Niemal zawsze gniazdo ulokowane jest obok starego gniazda ptaka szponiastego, być może sępa, lub krukowatego. Nierzadko ibisy czarne lokują gniazdo niedaleko ludzkich siedlisk. Gniazda mają formę dużej platformy z gałęzi liczącej około 35–60 cm średnicy i 10–15 cm głębokości. Często są używane rok po roku pomimo niepowodzeń w lęgach spowodowanych przez wrony orientalne (Corvus splendens) i wielkodziobe (C. macrorhynchos). Kopulacja odbywa się w gnieździe lub na pobliskim drzewie; nigdy na ziemi.
Zniesienie liczy 2–4 jaja. Skorupka jest jasna, niebieskozielona, niekiedy z czerwonymi plamkami. Średnie wymiary 59 jaj: 63 na 43,8 mm. Inkubacja trwa 33 dni. Młode karmione są zwracanym pokarmem. Po opierzeniu i opuszczeniu gniazda nadal żebrzą o pokarm. W Radżastanie obserwowano przypadki pojawienia się pomocników lęgowych w okresie suszy.

## Status i zagrożenia
IUCN uznaje ibisa czarnego za gatunek najmniejszej troski (LC, Least Concern) nieprzerwanie od 1988 (stan w 2019). W 2015 gatunek nie znajdował się na Czerwonej Liście ptaków Bangladeszu. Nie został również wymieniony na Czerwonej Liście ptaków Nepalu w 2017. W 2019 BirdLife International oceniało trend liczebności jako spadkowy. Dane z 2006 roku mówią o liczebności bliskiej 10 tysiącom osobników. Oparte były na raporcie z 1994 traktującym o szacunkach liczebności ptaków wodnych. Wskazywał on liczebność rzędu 10 tysięcy osobników, jednak mogła być niedoszacowana ze względu na zwyczaj żerowania ibisów czarnych w suchszych środowiskach, na przykład uprawach.
Ibisy czarne są pożyteczne dla rolnictwa ze względu na zjadanie licznych owadów.